# 為人民服務 (1998年電影)
《為人民服務》，1998年台灣電影，由馮光遠自編自導自演，演員有于美人、郎祖筠、李明依、趙自強等人，贊助商為真言社，獲得行政院新聞局電影輔導金新臺幣1000萬元。除此之外，包括陳鴻基、羅文嘉、趙少康等多位當時中國國民黨、民主進步黨、新黨的政治人物也都在片中以真實身份出現。

## 主要角色
| 角色           | 演員   | 備註 |
| 徐玖經         | 馮光遠 | 本片主角，素食公司「台素」董事長，素食主義政黨「吃素人民黨」（素民黨）主席，「超級素食電視台」（SVTV）老闆兼政論節目《2100素民開講》主持人。代表素民黨參選中華民國總統，最終因緋聞退選。 （徐玖經一角有兩個來源：一為馮光遠擔任中國時報主筆時以「徐玖經」作為筆名，一為「徐玖經」一詞來自戲曲《徐九經升官記》。）在總統府前慢跑作開場，邊跑邊自我介紹，說「我每天上午都有出來跑步，已經二十幾年了」（影射馬英九）。 |
| 于美人         | 于美人 | 徐玖經的妻子，是一家健美中心（瘦身公司）的總裁。 |
| IRENE          | 郎祖筠 | 從美國回來，擔任徐玖經競選總部文宣部主任。 |
| 余安安         | 李明依 | 徐玖經競選總部成員，《2100素民開講》製作助理。 |
| ANNIE          | 楊淇   | 徐玖經競選總部秘書。 |
| 記者A          | 盧威霖 | |
| 記者B          | 楊玉雯 | |
| 小偉           | 黃志豪 | |
| 小毛           | 秦安蒂 | |
| 小真           | 藍翎   | |
| 小美           | 陳雅玲 | |
| 星星大師       | 乾德門 | 素民黨精神領袖。 |
| 徐玖經（童年） | 何文達 | 徐玖經年幼時。 |
| 李安（童年）   | 劉育瑜 | 徐玖經求學時的同學。 |

## 特別演出
| 角色           | 演員   | 備註                                                                                     |
| 李安           | 李安   | 徐玖經求學時的同學。                                                                     |
|                | 王渝文 | 徐家鄰居媳婦。                                                                           |
| 徐父           | 孫大偉 | 徐玖經年幼時的父親。                                                                     |
| 徐母           | 賈靜雯 | 徐玖經年幼時的母親。                                                                     |
| 副總統候選人   | 黎明柔 | 徐玖經競選的隱形人副手，以配音演出。（影射李元簇）                                       |
| 李副主席       | 趙自強 | 非豬油派領導人，因為同豬油派的矛盾退出素民黨，成立齋黨（音似「在野黨」，實為影射新黨）。 |
| 路人           | 錢薇娟 |                                                                                          |
| 路人           | 鄧安寧 |                                                                                          |
| 醫生           | 王浩威 |                                                                                          |
| 導演           | 易智言 |                                                                                          |
| 收音女孩       | 張麗玲 |                                                                                          |
| 蔣公/馮副主席  | 史威   |                                                                                          |
| 時報周刊總主筆 | 張景為 | 《時報周刊》總主筆。                                                                     |
| 陳文茜         | 陳文茜 | 徐玖經真正的外遇對象，懷了徐玖經的孩子。                                                 |
| 熊旅揚         | 熊旅揚 | 介紹徐玖經童年的旁白。                                                                   |
| 黃越綏         | 黃越綏 | 出現在片尾的政治評論員。                                                                 |
| 鄭在東         | 鄭在東 | 素民黨御用畫家。                                                                         |
| 陳鴻基         | 陳鴻基 | 《2100素民開講》三位固定來賓之一。                                                       |
| 鄭麗文         | 鄭麗文 | 《2100素民開講》三位固定來賓之一。                                                       |
| 龐建國         | 龐建國 | 《2100素民開講》三位固定來賓之一。                                                       |

## 劇情篇章
總統選舉特別報導 A BBCNN  SPECIAL REPORT
- 候選人的童年 Growing UP
- 每天例行會議 Daily Meeting
- 2100素民開講 Hsu Giu Jing Live （影射2100全民開講）
- 成功男人背後的女人 The Better Half
- 總部大門上的油畫 The Unveiling（Part I）
- 文宣部主任例行記者會 Daily Press Briefing
- 每天例行會議 Daily Meeting
- 新書&CD發表 Promotional Tour
- 總部油畫 The Unveiling（Part II）
- 尋找副總統候選人 Search for a Running  Mate
- 文宣部主任例行記者會 Daily Press Briefing
- 2100船民開講 Live From Seaport （影射2100全民開講）
- 豬油派與非豬油派之間的鬥爭 Irreconcilable Difference （影射新國民黨連線）
- 請問總統先生 Questions for the Candidate
- 總部油畫 The Unveiling（Part III）
- 非豬油派與素民黨徹底決裂 Splitting the Party （影射新黨成立）
- 重大決定 Critical Deccision Making
- 優閒的星期天 Sunday in the Park With Wife
- 連署工作完成 Gathering Petitions
- 隆重介紹副總統搭檔 Introducing the Vice Presidential Candidate
- 各界反應 Reactions
- 政見說明會 Stumping
- 黑色星期三 Black Wednesday
- 危機處理 Crisis Management
- 徐宅夜未眠 Sleepless un Taipei
- 重要宣布 Important Announcement

## 外部連結
- 開眼電影網上《為人民服務》的資料（繁體中文）
- 香港影庫上《為人民服務》的資料（繁體中文）
- 时光网上《為人民服務》的資料（简体中文）
- 豆瓣电影上《為人民服務》的資料 （简体中文）
- AllMovie上《為人民服務》的资料（英文）